# (4109) Anokhin
(4109) Anokhin es un asteroide perteneciente al cinturón de asteroides, descubierto el 17 de julio de 1969 por Bela Burnasheva desde el Observatorio Astrofísico de Crimea (República de Crimea).

## Designación y nombre
Designado provisionalmente como 1969 OW. Fue nombrado Anokhin en honor al piloto de pruebas soviético Sergei Nikolayevich Anoĥin héroe de la Unión Soviética.